# Jan Helszer
Jan Helszer (ur. 1861 lub 1862 w Zgierzu, zm. 1933 w Chabarowsku) – działacz robotniczy związany z I Proletariatem, tkacz.
Pracował jako tkacz w Zgierzu, po zetknięciu się z proletariatczykami zaangażował się z Janem Pietrusińskim w tworzenie kółek robotniczych na terenie Zgierza. Współpracował również z Hilarym Gostkiewiczem, który powierzył mu zadanie kolportowania prasy socjalistycznej lub publiczne czytanie jej robotnikom. Zatrzymany został kilka dni po Józefie Szmausie w związku próbą zabójstwa denuncjatora Józefa Śremskiego, osadzono go w łódzkim więzieniu. Wkrótce władze carskie powiązały działalność I Proletariatu z zatrzymaniem Helszera i osadziły go w Cytadeli Warszawskiej. Skazany w procesie 29 proletariatczyków, wyrokiem sądu z 29 grudnia 1885 na 13 lat katorgi na Sachalinie. Przebywał tam wraz z Hilarym Gostkiewiczem i podobnie jak on, nie powrócił do kraju w 1898 po zakończeniu wyroku. Osiadł w Chabarowsku nad Amurem, gdzie zmarł w 1933 roku.